# 이대엽
이대엽(李大燁, 1935년 5월 10일~2015년 2월 6일)은 대한민국의 영화배우 출신 정치인이다. 영화배우를 은퇴한 이후 제11·12·13대 국회의원, 제17·18대 경기 성남시장을 지냈다.

## 생애
경상남도 마산부에서 출생하였다. 1960년대에서부터 1970년대까지는 영화배우로 활동했다.
1979년 3월 2일, 민주공화당 부대변인으로 임명되었으며 1979년 5월까지 부대변인을 지냈다. 부대변인 직에서 물러난 이후 당을 탈당했다. 제11대 국회의원 선거를 앞두고 신정당에 입당하였으며 성남시·광주군 선거에 출마해 당선되었다. 이후 같은 선거구에서 제12대 국회의원으로 재선에 성공하였으며 제13대 국회의원 선거에서 성남시 갑 선거구에 당선되면서 3선 국회의원을 지냈다.
2002년 제3회 전국동시지방선거에서 성남시장에 출마했다. 임기중 건축한 성남시청이 호화청사 논란에 휩싸이며 논란을 빚기도 했으며 이에 제5회 전국동시지방선거에서는 한나라당의 공천을 받지 못하자 무소속으로 시장선거에 출마했으나 5.69%의 득표율로 낙선했다. 시장 재임시절 방만한 운영으로 경기도 성남시가 대한민국 지방자치단체 역사상 최초로 모라토리엄 선언을 하게 된 원인을 제공하였다고 평가된다. 한편 제5회 전국동시지방선거 이후 부인이 불법선거운동 등의 공직선거법 위반으로 출국금지 조치를 받음과 함께 구속돼 있으며, 이대엽의 조카가 공영주차장 건설과 관련해 청탁대가로 건설업체로부터 뇌물을 받았는지에 대한 수사 과정 속에서 자택이 압수수색을 받은 끝에 2010년 12월 2일, 구속되었다. 2012년 3월 22일, 징역 4년이 확정됐다.
수감 중 신장암이 악화되어 병보석으로 출소하였으나 2015년 2월 6일 서울특별시 구로구에 위치한 고려대학교구로병원에서 향년 81세로 별세했다.

## 학력
- 회원초등학교 졸업
- 창신중학교 졸업
- 창신농업고등학교 졸업
- 마산대학교 법률학과 학사

### 명예 박사 학위
- 경남대학교 명예 행정학 박사

## 출연작
- 1961년 《오발탄》(유현목 감독) - 김진규, 최무룡
- 1962년 《와룡선생 상경기》(김용덕 감독) - 김희갑, 허장강, 엄앵란
- 1962년 《두만강아 잘 있거라》(임권택 감독) - 김석훈, 황해
- 1962년 《굳세어라 금순아》(최학곤 감독) - 최무룡, 구봉서
- 1963년 《돌아오지 않는 해병》(이만희 감독)
- 1963년 《미행자》(장황연 감독)
- 1964년 《빨간 마후라》(신상옥 감독) - 최은희, 최무룡, 신영균
- 1965년 《생명은 불꽃처럼》(장일호 감독) - 김진규, 장동휘, 문정숙
- 1966년 《김서방》(김준식 감독) - (김승호, 김운하)
- 1969년 《사화산》(고영남 감독) - 김승호, 문정숙
- 1970년 《암흑가의 25시》(김효천 감독) - 남궁원, 남정임, 독고성
- 1970년 《어느 소녀의 고백》- (박종호 감독) 신영균, 오수미, 허장강
- 1970년 《극동의 무적자》- (최인현 감독) - 남궁원, 남정임
- 1971년 《명동에 흐르는 세월》- (김효천 감독) - 장동휘, 박노식, 최무룡
- 1972년 《의사 안중근》- (최인현 감독) - 김진규, 박노식
- 1972년 《인왕산 호랑이》- (장일호 감독) - 신일용, 우연정
- 1974년 《그대 변치마오》(김영효 감독) - 남진, 윤연경, 장동휘
- 1974년 《암살지령》(설태호 감독) - 장동휘, 허장강
- 1974년 《악인의 계곡》(김묵 감독) - 윤양하, 김청자
- 1974년 《잊을수는 없겠지》(김진태 감독) - 최불암, 오경아
- 1978년 《공수특공대작전》(고영남 감독) - 진봉진, 남보원, 유영국
- 1979년 《수병과 제독》(설태호 감독) - 김희라, 최성
- 1979년 《비목》(고영남 감독) - 이순재, 전양자
- 1987년 《먼 여행 긴 터널》(이형표 감독) - 윤일봉, 조용원

## 경력
- 마산 회원초등학교 교사
- 제11·12·13대 국회의원(3선)
- 13대 국회 교통체신위원회 위원장(4년)
- 국회의원연맹 (APPU) 한국대표
- 국회 예산결산특별위원회 의원
- 세계 민간항공협회 명예 총재
- 국제라이온스협회 명예 총재
- 한나라당 중앙당 국책자문위원
- 경남대학교 총동문회장
- 중국 발해대학 객원교수
- 2002년 7월~ 2010년 6월: 제17~18대 성남시장(2선, 한나라당)

## 상훈
- 1963년 제1회 청룡영화상 특별상(집단연기)
- 1987년 제23회 백상예술대상 영화부문 특별상

## 역대 선거 결과
|  | 19.6% |

|  | 24.98% |

|  | 30.66% |

|  | 39.07% |

|  | 45.49% |

|  | 35.72% |

|  | 9.8% |

|  | 54.02% |

|  | 54.01% |

|  | 5.69% |

## 소속 정당
| 소속 정당 | 소속 정당    | 소속 기간 | 비고                |
| --------- | ------------ | --------- | ------------------- |
|           | 신정당       | 1981~1982 | 정계 입문           |
|           | 무소속       | 1982~1985 | 탈당                |
|           | 한국국민당   | 1985~1987 | 입당                |
|           | 무소속       | 1987      | 탈당                |
|           | 신민주공화당 | 1987~1990 | 창당                |
|           | 민주자유당   | 1990~1995 | 합당                |
|           | 무소속       | 1995      | 탈당                |
|           | 자유민주연합 | 1995~2000 | 창당                |
|           | 무소속       | 2000      | 탈당                |
|           | 한나라당     | 2000~2010 | 복당                |
|           | 무소속       | 2010~2015 | 탈당 정계 은퇴 사망 |

## 같이 보기
- 성남시·광주군
- 성남시의 국회의원
- 광주군의 국회의원
- 성남시 갑
- 성남시장